# 기리시마 (전함)
기리시마(일본어: 霧島)는 일본 제국 해군의 군함이다. 건조 당시는 순양전함이었고 이후 전함으로 변경되었다. 곤고급 전함의 4번함이다.
가와사키 조선소에서 건조된 3번함 하루나와 함께 민간 조선소에서 건조된 첫 일본 전함이다. 1번함 곤고는 영국 비커스에서, 2번함 히에이는 요코스카 해군 공창에서 각각 건조되었다.

## 함명
함명은 미야자키현과 가고시마현의 경계에 있는 기리시마산에서 유래한다. 함명은 해상자위대의 곤고급 호위함 2번함 기리시마(きりしま)가 이어받았다.